# Polska Superliga Tenisa Stołowego 2020/2021
Polska Superliga Tenisa Stołowego 2020/2021 – edycja rozgrywek pierwszego poziomu ligowego w Polsce. Brało w niej udział 13 drużyn, grając systemem kołowym.
Po raz pierwszy w historii klubu KS Dekorglass Działdowo zostali drużynowymi mistrzami Polski, pokonując w finale KS Dartom Bogoria Grodzisk Mazowiecki 3:1. Brązowe medale zdobyli KS AZS AWFiS Balta Gdańsk i Sokołów S.A. Jarosław. Do 1. ligi spadła drużyna ZKS Palmiarnia Zielona Góra.

## System rozgrywek
Rozgrywki są podzielone na dwie fazy: zasadniczą i play-off, zaś faza zasadnicza – na dwie rundy.
W pierwszej rundzie fazy zasadniczej każda z drużyn rozegra po 12 meczów system ligowym („każdy z każdym”). Rozstawienie drużyn nastąpiło na podstawie wyników fazy play-off i końcowej tabeli rozgrywek w poprzednim sezonie oraz losowań pomiędzy drużynami, które zajęły miejsca 3-4 w fazie play-off i pozycjami 12-13 dla drużyn, które uzyskały awans. Po rozegraniu 13 kolejek nastąpi podział tabeli rozgrywek na grupę mistrzowską i spadkową z zachowaniem wyników z pierwszej rundy. Do grupy mistrzowskiej trafią drużyny, które zajęły miejsca 1-6, zaś pozostałe – do grupy spadkowej. Gospodarzami w tej rundzie będą drużyny, które w pierwszej rundzie grały na wyjazdach. Za zwycięstwo 3:0 lub 3:1 drużyna otrzymuje 3 punkty, za zwycięstwo 3:2 – 2 punkty, a za porażkę 2:3 – 1 punkt. Za porażkę 0:3 drużyna nie otrzymuje żadnego punktu.
Do fazy play-off awansują wszystkie drużyny z grupy mistrzowskiej. W ćwierćfinałach obowiązuje jeden mecz, którego gospodarzem będzie drużyna będąca wyżej w tabeli rozgrywek. Trzecia drużyna po fazie zasadniczej zagra z szóstą, a czwarta – z piątą. Zwycięzcy ćwierćfinałów awansują do półfinałów, gdzie pierwsza drużyna po fazie zasadniczej zagra ze zwycięzcą pary 4-5, a druga drużyna – ze zwycięzcą pary 3-6. Na tym etapie rozegrane zostaną dwumecze, z tym że gospodarzami pierwszego meczu będą drużyny z niższych miejsc w tabeli rozgrywek. Zwycięzcy półfinałów zagrają w meczu finałowym. Zwycięska drużyna otrzyma tytuł Drużynowego Mistrza Polski mężczyzn i złote medali, z kolei przegrani – puchar i srebrne medale. Drużyny, które odpadły w półfinale, otrzymają brązowe medale.
Drużyna, która zajmie 13. miejsce w tabeli rozgrywek po fazie zasadniczej, spada w następnym sezonie do 1. ligi.
Każdy mecz składa się z 3-5 meczów rozgrywanych kolejno na jednym stole. Mecz kończy się wraz z uzyskaniem przez jedną drużyn trzech zwycięstw. Pierwsze trzy gry rozgrywane są do trzech wygranych setów, zaś pozostałe dwie – do dwóch. W grze podwójnej nie mogą brać udziału zawodnicy rozstawieni na pozycjach A oraz Y. Układ gier w meczu.:
| 1. gra | 2. gra | 3. gra | 4. gra | 5. gra       |
| ------ | ------ | ------ | ------ | ------------ |
| A–X    | B–Y    | C–Z    | A–Y    | gra podwójna |

## Składy drużyn
Zgłoszenie imiennych składów należało dokonać do 15 sierpnia. Minimalna liczba zgłoszonych zawodników wynosiła 6, natomiast maksymalna – 15.
| Dojlidy Białystok           | Dojlidy Białystok         | Lotto Zooleszcz Gwiazda Bydgoszcz     | Lotto Zooleszcz Gwiazda Bydgoszcz     | 3S Polonia Bytom            | 3S Polonia Bytom            | KS Dekorglass Działdowo   | KS Dekorglass Działdowo   |
| --------------------------- | ------------------------- | ------------------------------------- | ------------------------------------- | --------------------------- | --------------------------- | ------------------------- | ------------------------- |
| Piotr Anchim                | 26 grudnia 1990(dts)      | Wiaczesław Burow                      | 27 marca 1985(dts)                    | Marcin Balcerzak            | 26 marca 1998(dts)          | Patryk Bielecki           | 26 marca 2004(dts)        |
| Alaksandr Chanin            | 13 kwietnia 1998(dts)     | Artur Grela                           | 21 czerwca 2000(dts)                  | Igor Dąbrowski              | 29 października 1993(dts)   | Jakub Dyjas               | 9 października 1995(dts)  |
| Jakub Chojnacki             | 2 stycznia 1999(dts)      | Patryk Jendrzejewski                  | 2 kwietnia 1990(dts)                  | Robert Floras               | 13 lipca 1992(dts)          | Andrej Gaćina             | 21 maja 1986(dts)         |
| Michał Dziubański           | 7 maja 1971(dts)          | Kang Dong-soo                         | 14 kwietnia 1994(dts)                 | Liao Chentang               | 12 lutego 1996(dts)         | Kamil Kurowski            | 11 kwietnia 1996(dts)     |
| Konrad Gryk                 | 11 czerwca 2006(dts)      | Krzysztof Leszczyński                 | 26 lipca 1983(dts)                    | Daniel Michael              | 12 października 1982(dts)   | Patryk Lewandowski        | 28 lipca 2003(dts)        |
| Li Yongyin                  | 21 czerwca 1999(dts)      | Zbigniew Leszczyński                  | 9 lutego 1977(dts)                    | Ren Bowen                   | 1998                        | Mateusz Rutkowski         | 10 września 2004(dts)     |
| Liao Hongran                | 23 marca 2001(dts)        | Asuka Machi                           | 20 maja 1994(dts)                     | Jakub Stecyszyn             | 15 kwietnia 2003(dts)       | Wei Shihao                | 23 kwietnia 1998(dts)     |
| Piotr Michalski             | 15 lipca 2003(dts)        | Aleksander Majchrzak                  | 21 listopada 2004(dts)                | Filip Szymański             | 28 sierpnia 1983(dts)       | Jiří Vráblík              | 12 marca 1983(dts)        |
| Szymon Patejczuk            | 20 czerwca 2006(dts)      | Konrad Staszczyk                      | 25 czerwca 2004(dts)                  | Dariusz Wróbel              | 1 października 1990(dts)    | Xu Wenliang               | 9 kwietnia 1988(dts)      |
| Sum Bumbum                  | 1962                      | Filip Stypka                          | 6 października 2001(dts)              |                             |                             |                           |                           |
| Wang Zengyi                 | 24 czerwca 1983(dts)      | Mateusz Ufnal                         | 28 grudnia 1997(dts)                  |                             |                             |                           |                           |
|                             |                           | Eugene Wang                           | 13 listopada 1985(dts)                |                             |                             |                           |                           |
| KS AZS AWFiS Balta Gdańsk   | KS AZS AWFiS Balta Gdańsk | KS Dartom Bogoria Grodzisk Mazowiecki | KS Dartom Bogoria Grodzisk Mazowiecki | ASTS Olimpia-Unia Grudziądz | ASTS Olimpia-Unia Grudziądz | Sokołów S.A. Jarosław     | Sokołów S.A. Jarosław     |
| Patryk Chojnowski           | 5 kwietnia 1990(dts)      | Marek Badowski                        | 23 czerwca 1997(dts)                  | Piotr Błachnio              | 19 września 2004(dts)       | Szymon Brud               | 24 lutego 2006(dts)       |
| Artur Daniel                | 28 kwietnia 1982(dts)     | Michał Gawlas                         | 2 stycznia 2005(dts)                  | Paweł Ciołkowski            | 20 listopada 2002(dts)      | Paweł Chmiel              | 22 sierpnia 1986(dts)     |
| Piotr Ferenc                | 22 stycznia 1996(dts)     | Panajotis Gionis                      | 8 stycznia 1980(dts)                  | Maksim Czapłygin            | 16 kwietnia 1998(dts)       | Kamil Dziukiewicz         | 23 października 1983(dts) |
| Tomasz Filbrandt            | 2 marca 1990(dts)         | Kaii Konishi                          | 16 maja 1981(dts)                     | Marco Golla                 | 27 maja 1998(dts)           | Sathiyan Gnanasekaran     | 8 stycznia 1993(dts)      |
| Bartosz Gajek               | 26 lutego 1984(dts)       | Patryk Pyśk                           | 8 grudnia 2003(dts)                   | Yu Khinhang                 | 20 września 2001(dts)       | Han Qiyao                 | 21 marca 2000(dts)        |
| Jakub Krawczyk              | 1994                      | Miłosz Redzimski                      | 10 września 2006(dts)                 | Kwak Yu-bin                 | 13 listopada 2000(dts)      | Dawid Jadam               | 12 marca 2007(dts)        |
| Maciej Kucharski            | 8 lipca 1999(dts)         | Pavel Širuček                         | 20 listopada 1992(dts)                | Piotr Szafranek             | 27 lipca 1973(dts)          | Jeong Sang-eun            | 2 kwietnia 1990(dts)      |
| Szymon Malicki              | 20 grudnia 1988(dts)      | Masaki Yoshida                        | 30 września 1994(dts)                 | Jan Zandecki                | 20 stycznia 2001(dts)       | Kou Lei                   | 20 listopada 1987(dts)    |
| Tomasz Tomaszuk             | 29 grudnia 1997(dts)      |                                       |                                       |                             |                             | Patryk Zatówka            | 10 kwietnia 1997(dts)     |
| Mateusz Troka               | 17 grudnia 1993(dts)      |                                       |                                       |                             |                             |                           |                           |
| Michał Wierzchowski         | 5 stycznia 1991(dts)      |                                       |                                       |                             |                             |                           |                           |
| Poltarex Pogoń Lębork       | Poltarex Pogoń Lębork     | Fibrain KU AZS Politechnika Rzeszów   | Fibrain KU AZS Politechnika Rzeszów   | Energa Manekin Toruń        | Energa Manekin Toruń        | Uczelnia Państwowa Zamość | Uczelnia Państwowa Zamość |
| Lucjan Butko                | 6 sierpnia 2004(dts)      | Piotr Chodorski                       | 10 grudnia 1991(dts)                  | Taimu Arinobu               | 12 października 1994(dts)   | Konstantinos Angelakis    | 5 czerwca 1996(dts)       |
| Adam Dosz                   | 8 listopada 1996(dts)     | Patryk Dziuba                         | 7 maja 2003(dts)                      | Bartosz Czerwiński          | 16 lutego 2001(dts)         | Andrew Baggaley           | 26 lutego 1983(dts)       |
| Bogusław Koszyk             | 18 grudnia 1987(dts)      | Hiromitsu Kasahara                    | 27 czerwca 1989(dts)                  | Yuki Hirano                 | 22 lipca 1992(dts)          | Dominik Dadia             | 21 maja 2001(dts)         |
| Maciej Malek                | 1967                      | Szymon Kolasa                         | 12 kwietnia 2003(dts)                 | Ryohei Kanoya               | 28 czerwca 1992(dts)        | Daniel Kisielewicz        | 4 marca 1993(dts)         |
| Wojciech Potrykus           | 17 października 1959(dts) | Krystian Kołodziej                    | 29 lipca 2004(dts)                    | Tomasz Kotowski             | 5 lipca 1998(dts)           | Paweł Kozieł              | 10 kwietnia 1993(dts)     |
| Marek Prądzinski            | 2 czerwca 1974(dts)       | Damian Korczak                        | 6 września 2003(dts)                  | Konrad Kulpa                | 2 grudnia 1994(dts)         | Marcin Litwiniuk          | 3 listopada 1990(dts)     |
|                             |                           | Tomasz Lewandowski                    | 2 sierpnia 1985(dts)                  | Tomasz Kurtyka              | 28 lipca 1995(dts)          | Maciej Nowaliński         | 18 stycznia 1990(dts)     |
|                             |                           | Park Chan-hyeok                       | 21 marca 1995(dts)                    | Michał Małachowski          | 12 sierpnia 2002(dts)       | Ihor Zawadski             | 17 stycznia 1992(dts)     |
|                             |                           | Szymon Seroka                         | 30 listopada 2001(dts)                | Yuki Matsuyama              | 21 lipca 1998(dts)          |                           |                           |
|                             |                           | Bartosz Such                          | 16 marca 1983(dts)                    | Dawid Michna                | 26 czerwca 2005(dts)        |                           |                           |
|                             |                           | Wang Jianan                           | 20 stycznia 1983(dts)                 | Ng Pak Nam                  | 18 sierpnia 1998(dts)       |                           |                           |
|                             |                           |                                       |                                       | Krzysztof Piotrowski        | 12 grudnia 1969(dts)        |                           |                           |
|                             |                           |                                       |                                       | Kacper Szurlej              | 11 czerwca 2007(dts)        |                           |                           |
|                             |                           |                                       |                                       | Przemysław Walaszek         | 25 maja 2000(dts)           |                           |                           |
|                             |                           |                                       |                                       | Damian Węderlich            | 5 lutego 1998(dts)          |                           |                           |
| ZKS Palmiarnia Zielona Góra |                           |                                       |                                       |                             |                             |                           |                           |
| Lucjan Błaszczyk            | 28 grudnia 1974(dts)      |                                       |                                       |                             |                             |                           |                           |
| Piotr Chłodnicki            | 1 maja 2002(dts)          |                                       |                                       |                             |                             |                           |                           |
| Andrzej Kopecki             | 22 sierpnia 2002(dts)     |                                       |                                       |                             |                             |                           |                           |
| Jakub Krzywniak             | 1 lipca 2002(dts)         |                                       |                                       |                             |                             |                           |                           |
| Kamil Nalepa                | 5 lutego 1999(dts)        |                                       |                                       |                             |                             |                           |                           |
| Paweł Sroczyński            | 8 kwietnia 1980(dts)      |                                       |                                       |                             |                             |                           |                           |
| Krzysztof Stamirowski       | 25 października 1983(dts) |                                       |                                       |                             |                             |                           |                           |
| Taku Takakiwa               | 29 września 1988(dts)     |                                       |                                       |                             |                             |                           |                           |
| Łukasz Wachowiak            | 2 września 2000(dts)      |                                       |                                       |                             |                             |                           |                           |
| Mateusz Zalewski            | 20 listopada 2005(dts)    |                                       |                                       |                             |                             |                           |                           |
| Mateusz Żelengowski         | 2 marca 2005(dts)         |                                       |                                       |                             |                             |                           |                           |

## Kluby
| Klub                                  | Miasto              | Sezon 2019/2020 |
| ------------------------------------- | ------------------- | --------------- |
| Dojlidy Białystok                     | Białystok           | 4. miejsce      |
| Lotto Zooleszcz Gwiazda Bydgoszcz     | Bydgoszcz           | 7. miejsce      |
| 3S Polonia Bytom                      | Bytom               | 6. miejsce      |
| KS Dekorglass Działdowo               | Działdowo           | 3. miejsce      |
| KS AZS AWFiS Balta Gdańsk             | Gdańsk              | 9. miejsce      |
| KS Dartom Bogoria Grodzisk Mazowiecki | Grodzisk Mazowiecki | 2. miejsce      |
| ASTS Olimpia-Unia Grudziądz           | Grudziądz           | 10. miejsce     |
| Sokołów S.A. Jarosław                 | Jarosław            | 1. miejsce      |
| Poltarex Pogoń Lębork                 | Lębork              | 11. miejsce     |
| Fibrain KU AZS Politechnika Rzeszów   | Rzeszów             | 8. miejsce      |
| Energa Manekin Toruń                  | Toruń               | 5. miejsce      |
| Uczelnia Państwowa Zamość             | Zamość              | Awans z 1. ligi |
| ZKS Palmiarnia Zielona Góra           | Zielona Góra        | Awans z 1. ligi |

## Tabela i wyniki (faza zasadnicza)

### Pierwsza runda
| Poz. | Drużyna                               | M  | Z  | P  | Pojedynki | Punkty |
| ---- | ------------------------------------- | -- | -- | -- | --------- | ------ |
| 1.   | KS Dartom Bogoria Grodzisk Mazowiecki | 12 | 11 | 1  | 34:7      | 32     |
| 2.   | KS Dekorglass Działdowo               | 12 | 10 | 2  | 32:7      | 30     |
| 3.   | Dojlidy Białystok                     | 12 | 10 | 2  | 32:12     | 29     |
| 4.   | Sokołów S.A. Jarosław                 | 12 | 9  | 3  | 30:16     | 26     |
| 5.   | Lotto Zooleszcz Gwiazda Bydgoszcz     | 12 | 9  | 3  | 32:22     | 23     |
| 6.   | KS AZS AWFiS Balta Gdańsk             | 12 | 8  | 4  | 27:23     | 22     |
| 7.   | Energa Manekin Toruń                  | 12 | 6  | 6  | 22:24     | 18     |
| 8.   | Uczelnia Państwowa Zamość             | 12 | 5  | 7  | 18:28     | 14     |
| 9.   | 3S Polonia Bytom                      | 12 | 3  | 9  | 19:31     | 13     |
| 10.  | Fibrain KU AZS Politechnika Rzeszów   | 12 | 3  | 9  | 19:31     | 10     |
| 11.  | Poltarex Pogoń Lębork                 | 12 | 2  | 10 | 15:33     | 8      |
| 12.  | ASTS Olimpia-Unia Grudziądz           | 12 | 1  | 11 | 11:33     | 6      |
| 13.  | ZKS Palmiarnia Zielona Góra           | 12 | 1  | 11 | 11:35     | 3      |

|     | BIA | BYD | BYT | DZI | GDA | GRO | GRU | JAR | LĘB | RZE | TOR | ZAM | ZIE |
| BIA | –   | 3:1 |     |     | 1:3 | 3:1 |     |     | 3:0 |     | 3:0 |     | 3:0 |
| BYD |     | –   |     | 3:1 |     |     | 3:0 | 2:3 |     | 3:2 | 3:0 | 3:2 |     |
| BYT | 0:3 | 2:3 | –   |     | 2:3 | 0:3 |     |     | 3:2 |     |     |     | 3:1 |
| DZI | 3:1 |     | 3:0 | –   |     |     | 3:0 | 3:0 |     | 3:0 |     | 3:0 |     |
| GDA |     | 2:3 |     | 0:3 | –   |     | 3:2 | 1:3 |     |     | 3:2 | 3:1 |     |
| GRO |     | 3:2 |     | 3:1 | 3:0 | –   |     |     | 3:0 |     | 3:0 |     | 3:0 |
| GRU | 1:3 |     | 1:3 |     |     | 0:3 | –   |     | 2:3 | 0:3 |     |     | 3:0 |
| JAR | 2:3 |     | 3:0 |     |     | 1:3 | 3:0 | –   |     | 3:1 |     | 3:0 |     |
| LĘB |     | 2:3 |     | 0:3 | 1:3 |     |     | 0:3 | –   |     | 1:3 | 1:3 |     |
| RZE | 1:3 |     | 3:2 |     | 1:3 | 0:3 |     |     | 3:2 | –   |     |     | 2:3 |
| TOR |     |     | 3:2 | 0:3 |     |     | 3:0 | 2:3 |     | 3:2 | –   | 3:0 |     |
| ZAM | 0:3 |     | 3:2 |     |     | 0:3 | 3:2 |     |     | 3:1 |     | –   | 3:1 |
| ZIE |     | 2:3 |     | 0:3 | 1:3 |     |     | 1:3 | 1:3 |     | 1:3 |     | –   |

### Grupa mistrzowska
| Poz. | Drużyna                               | M  | Z  | P | Pojedynki | Punkty |
| ---- | ------------------------------------- | -- | -- | - | --------- | ------ |
| 1.   | KS Dartom Bogoria Grodzisk Mazowiecki | 17 | 16 | 1 | 49:12     | 46     |
| 2.   | KS Dekorglass Działdowo               | 17 | 13 | 4 | 44:13     | 40     |
| 3.   | Sokołów S.A. Jarosław                 | 17 | 13 | 4 | 43:21     | 38     |
| 4.   | Dojlidy Białystok                     | 17 | 11 | 6 | 37:25     | 33     |
| 5.   | KS AZS AWFiS Balta Gdańsk             | 17 | 10 | 7 | 34:35     | 27     |
| 6.   | Lotto Zooleszcz Gwiazda Bydgoszcz     | 17 | 9  | 8 | 36:37     | 23     |

|     | BIA | BYD | DZI | GDA | GRO | JAR |
| BIA | –   |     | 0:3 |     |     | 0:3 |
| BYD | 1:3 | –   |     | 1:3 | 1:3 |     |
| DZI |     | 3:0 | –   | 3:0 | 2:3 |     |
| GDA | 3:2 |     |     | –   | 1:3 |     |
| GRO | 3:0 |     |     |     | –   | 3:1 |
| JAR |     | 3:1 | 3:1 | 3:0 |     | –   |

### Grupa spadkowa
| Poz. | Drużyna                             | M  | Z  | P  | Pojedynki | Punkty |
| ---- | ----------------------------------- | -- | -- | -- | --------- | ------ |
| 7.   | Energa Manekin Toruń                | 18 | 12 | 6  | 40:33     | 32     |
| 8.   | 3S Polonia Bytom                    | 18 | 8  | 10 | 36:39     | 29     |
| 9.   | Uczelnia Państwowa Zamość           | 18 | 7  | 11 | 30:41     | 22     |
| 10.  | Fibrain KU AZS Politechnika Rzeszów | 18 | 7  | 11 | 34:44     | 20     |
| 11.  | ASTS Olimpia-Unia Grudziądz         | 18 | 3  | 15 | 22:47     | 13     |
| 12.  | Poltarex Pogoń Lębork               | 18 | 3  | 15 | 24:50     | 12     |
| 13.  | ZKS Palmiarnia Zielona Góra         | 18 | 2  | 16 | 19:51     | 7      |

|     | BYT | GRU | LĘB | RZE | TOR | ZAM | ZIE |
| BYT | –   | 3:1 |     | 3:1 | 2:3 | 3:1 |     |
| GRU |     | –   |     |     | 1:3 | 1:3 |     |
| LĘB | 1:3 | 1:3 | –   | 2:3 |     |     | 3:2 |
| RZE |     | 3:2 |     | –   | 2:3 | 3:2 |     |
| TOR |     |     | 3:2 |     | –   |     | 3:0 |
| ZAM |     |     | 3:0 |     | 2:3 | –   |     |
| ZIE | 1:3 | 1:3 |     | 1:3 |     | 3:1 | –   |

## Faza play-off
|  | Ćwierćfinały | Ćwierćfinały                      | Ćwierćfinały |  |  | Półfinały | Półfinały                             | Półfinały | Półfinały |  |  | Finał | Finał                                 | Finał |
|  |              |                                   |              |  |  |           |                                       |           |           |  |  |       |                                       |       |
|  |              |                                   |              |  |  | 1         | KS Dartom Bogoria Grodzisk Mazowiecki | 2         | 3         |  |  |       |                                       |       |
|  | 4            | Dojlidy Białystok                 | 2            |  |  | 5         | KS AZS AWFiS Balta Gdańsk             | 3         | 0         |  |  |       |                                       |       |
|  | 5            | KS AZS AWFiS Balta Gdańsk         | 3            |  |  |           |                                       |           |           |  |  | 1     | KS Dartom Bogoria Grodzisk Mazowiecki | 1     |
|  |              |                                   |              |  |  |           |                                       |           |           |  |  | 2     | KS Dekorglass Działdowo               | 3     |
|  |              |                                   |              |  |  | 2         | KS Dekorglass Działdowo               | 1         | 3         |  |  |       |                                       |       |
|  | 3            | Sokołów S.A. Jarosław             | 3            |  |  | 3         | Sokołów S.A. Jarosław                 | 3         | 1         |  |  |       |                                       |       |
|  | 6            | Lotto Zooleszcz Gwiazda Bydgoszcz | 1            |  |  |           |                                       |           |           |  |  |       |                                       |       |

### Ćwierćfinały
| Dojlidy Białystok            | 2:3                          | KS AZS AWFiS Balta Gdańsk      |
| 2 kwietnia 2021, godz. 18:00 | 2 kwietnia 2021, godz. 18:00 | 2 kwietnia 2021, godz. 18:00   |
| ---------------------------- | ---------------------------- | ------------------------------ |
| Alaksandr Chanin             | 3:2                          | Tomasz Tomaszuk                |
| Piotr Michalski              | 0:3                          | Patryk Chojnowski              |
| Wang Zengyi                  | 3:0                          | Szymon Malicki                 |
| Alaksandr Chanin             | 0:2                          | Patryk Chojnowski              |
| Piotr Michalski Wang Zengyi  | 0:2                          | Szymon Malicki Tomasz Tomaszuk |

| Sokołów S.A. Jarosław        | 3:1                          | Lotto Zooleszcz Gwiazda Bydgoszcz |
| 2 kwietnia 2021, godz. 18:00 | 2 kwietnia 2021, godz. 18:00 | 2 kwietnia 2021, godz. 18:00      |
| ---------------------------- | ---------------------------- | --------------------------------- |
| Kou Lei                      | 3:0                          | Patryk Jendrzejewski              |
| Paweł Chmiel                 | 0:3                          | Asuka Machi                       |
| Sathiyan Gnanasekaran        | 3:1                          | Artur Grela                       |
| Kou Lei                      | 2:0                          | Asuka Machi                       |

### Półfinały
| Sokołów S.A. Jarosław        | 3:1                          | KS Dekorglass Działdowo      |
| 7 kwietnia 2021, godz. 16:00 | 7 kwietnia 2021, godz. 16:00 | 7 kwietnia 2021, godz. 16:00 |
| ---------------------------- | ---------------------------- | ---------------------------- |
| Kou Lei                      | 2:3                          | Jakub Dyjas                  |
| Paweł Chmiel                 | 3:1                          | Andrej Gaćina                |
| Sathiyan Gnanasekaran        | 3:2                          | Jiří Vráblík                 |
| Kou Lei                      | 2:0                          | Andrej Gaćina                |

| KS AZS AWFiS Balta Gdańsk      | 3:2                          | KS Dartom Bogoria Grodzisk Mazowiecki |
| 7 kwietnia 2021, godz. 18:00   | 7 kwietnia 2021, godz. 18:00 | 7 kwietnia 2021, godz. 18:00          |
| ------------------------------ | ---------------------------- | ------------------------------------- |
| Patryk Chojnowski              | 3:1                          | Miłosz Redzimski                      |
| Tomasz Tomaszuk                | 0:3                          | Panajotis Gionis                      |
| Szymon Malicki                 | 3:1                          | Pavel Širuček                         |
| Patryk Chojnowski              | 0:2                          | Panajotis Gionis                      |
| Szymon Malicki Tomasz Tomaszuk | 2:1                          | Miłosz Redzimski Pavel Širuček        |

| KS Dekorglass Działdowo       | 3:1                           | Sokołów S.A. Jarosław         |
| 11 kwietnia 2021, godz. 18:00 | 11 kwietnia 2021, godz. 18:00 | 11 kwietnia 2021, godz. 18:00 |
| ----------------------------- | ----------------------------- | ----------------------------- |
| Jiří Vráblík                  | 3:1                           | Paweł Chmiel                  |
| Jakub Dyjas                   | 3:1                           | Kou Lei                       |
| Andrej Gaćina                 | 1:3                           | Sathiyan Gnanasekaran         |
| Jiří Vráblík                  | 2:0                           | Kou Lei                       |

| KS Dartom Bogoria Grodzisk Mazowiecki | 3:0                          | KS AZS AWFiS Balta Gdańsk    |
| 9 kwietnia 2021, godz. 16:00          | 9 kwietnia 2021, godz. 16:00 | 9 kwietnia 2021, godz. 16:00 |
| ------------------------------------- | ---------------------------- | ---------------------------- |
| Panajotis Gionis                      | 3:0                          | Szymon Malicki               |
| Pavel Širuček                         | 3:1                          | Patryk Chojnowski            |
| Miłosz Redzimski                      | 3:0                          | Tomasz Tomaszuk              |

### Finał
Finał został rozegrany 23 maja o godz. 15:00 w Centrum Szkolenia PZTS im. Andrzeja Grubby w Gdańsku.
| KS Dekorglass Działdowo   | 3:1                       | KS Dartom Bogoria Grodzisk Mazowiecki |
| 23 maja 2021, godz. 15:00 | 23 maja 2021, godz. 15:00 | 23 maja 2021, godz. 15:00             |
| ------------------------- | ------------------------- | ------------------------------------- |
| Jakub Dyjas               | 3:1                       | Pavel Širuček                         |
| Andrej Gaćina             | 2:3                       | Panajotis Gionis                      |
| Jiří Vráblík              | 3:2                       | Miłosz Redzimski                      |
| Jakub Dyjas               | 2:1                       | Panajotis Gionis                      |

## Medaliści
| Lp. | Drużyna                               |
| --- | ------------------------------------- |
| 1.  | KS Dekorglass Działdowo               |
| 2.  | KS Dartom Bogoria Grodzisk Mazowiecki |
| 3.  | Sokołów S.A. Jarosław                 |
| 3.  | KS AZS AWFiS Balta Gdańsk             |